# Buschfeuer in Victoria 2009

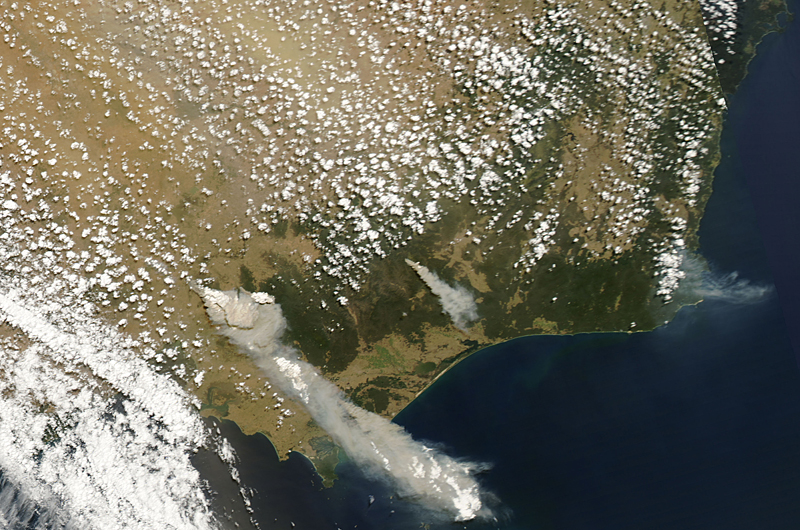
Satellitenaufnahme zu Beginn der Buschfeuer, 7. Februar 2009

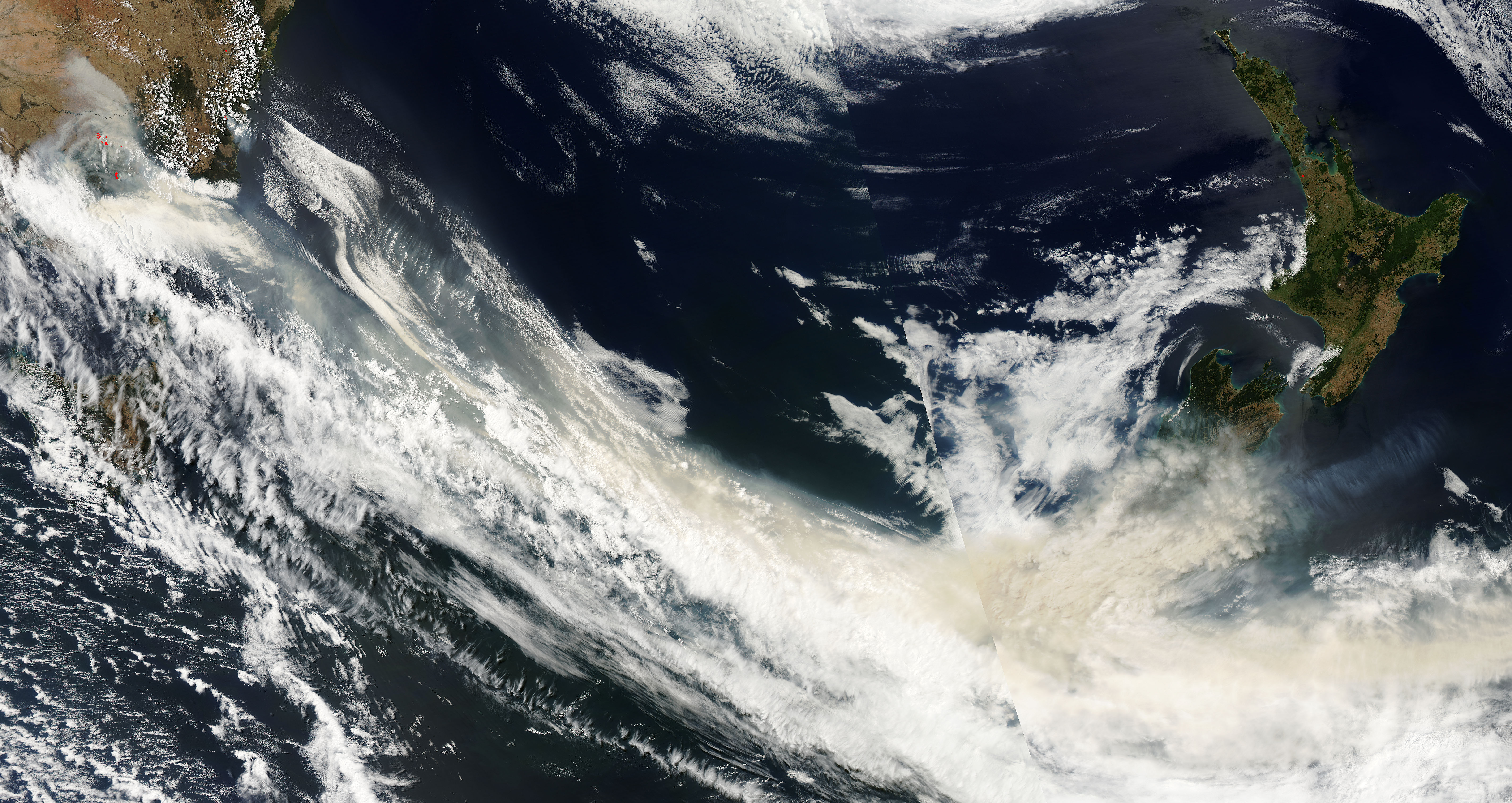
Rauch zieht von Victoria (links oben) bis zur Südinsel Neuseelands, 8. Februar 2009

Die Buschfeuer in Victoria im Februar 2009 gelten als die größte Brandkatastrophe Australiens. Es gab 173 bestätigte Todesopfer. Mehr als 2000 Häuser im Großraum von Melbourne, Victoria, wurden zerstört, viele Tausend Menschen obdachlos. Eine Fläche von 430.000 Hektar wurde zerstört; das entspricht einer Fläche größer als das Saarland (256.800 Hektar). Insgesamt wurden mehr als 60 einzelne Buschfeuer gezählt. In Australien selbst werden die Buschfeuer als Black Saturday bushfires bezeichnet.
Die Kleinstadt Kinglake wurde bei den Bränden vollständig zerstört und auch 80 Prozent der Stadt Marysville fielen dem Feuer zum Opfer.

## Hintergrund

### Ursache
Die Großfeuer begannen am 7. Februar 2009, dem Tag der größten Hitze seit Beginn der Wetteraufzeichnungen vor 150 Jahren, mit Temperaturen bis 47 Grad Celsius. Ausgelöst wurden sie durch beschädigte Stromleitungen, Blitzschläge und Brandstiftung. Angefacht wurden sie durch stark feuerbegünstigenden Umweltbedingungen wie starker Dürre und stürmische Winde. Bereits im Vorfeld hatten die Behörden die Wettervorhersage für den 7. Februar als in Sachen Brandbedingungen „unerforschtes Gebiet“ bezeichnet. Unter anderem hatte ein Sprecher der Brandbekämpfungsbehörde im TV-Sender ABC gewarnt, dass es keine Wetteraufzeichnung gebe, „die Brandbedingungen zeigen wie sie für morgen vorhergesagt werden“. Spätere polizeiliche Untersuchungen erhärteten den Verdacht, dass selbst nach Beginn der ersten Brände weitere Feuer vorsätzlich gelegt wurden, insbesondere in Marysville.

### Hitzewelle

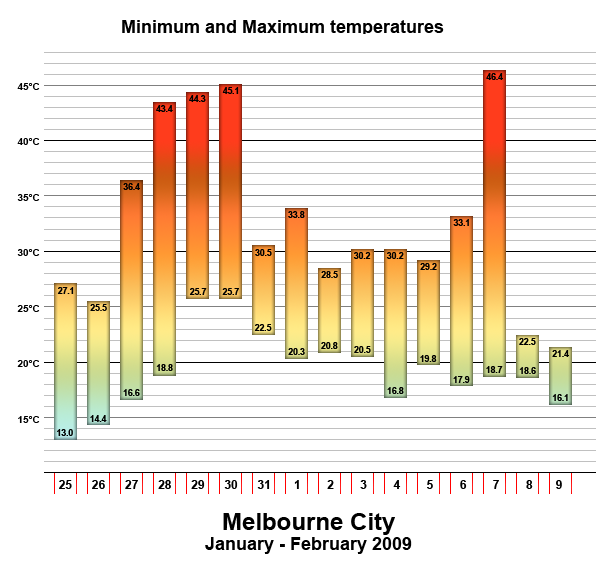
Temperaturminimal- und Maximalwerte für Melbourne während der Hitzewelle

Von Ende Januar 2009 an lag der Südosten Australiens unter dem Einfluss einer Hitzewelle. Diese stand im Zusammenhang mit einem Hochdruckgebiet über der Tasmansee und der Kombination eines starken tropischen Wirbelsturmsystems vor der Küste Nordwestaustraliens und dem Monsuntrog über Nordaustralien – alle diese Faktoren schufen ideale Bedingungen dafür, dass heiße Luft in den Südosten Australiens gelangte.
Am 7. Februar – dem Beginn der Buschbrände – verzeichneten verschiedene Orte, einschließlich der Hauptstadt Melbourne die höchsten Temperaturwerte seit Beginn der Wetteraufzeichnungen 1859. Sie übertrafen die Höchsttemperatur des vorherigen Rekordtages um 4 °C.

### Klimawandel
Victoria ist nach Angaben des australischen Climate Council der am stärksten von Buschfeuern betroffene Bundesstaat Australiens: Bedingt durch den Klimawandel erhöhen sich dort das Risiko und die Dauer von Buschbränden zunehmend. Es wird davon ausgegangen, dass sich auch die Anzahl der von extremer Brandgefahr betroffenen Tage in Victoria zukünftig weiter erhöhen wird. Die Verringerung des Treibhausgasausstoßes wird dabei als entscheidend für die weitere Entwicklung angesehen. Die Überhitzung des Klimasystems der Erde stellt somit den Bezugsrahmen dar für die statistische Häufung extremer Hitzewellen in jüngerer Zeit, wie etwa jene im Sommer 2018/2019, und Buschbränden, wie die hier beschriebenen im Sommer 2008/2009.

## Verlauf

### Buschbrände in Gippsland
Ende Januar entstanden in der Region Gippsland in Victoria mehrere Buschbrände. In der Nacht des 28. Januar bekämpften die Feuerwehren ein kleines Buschfeuer in der Nähe von Delburn, das rund 30 Hektar Land verbrannte und am Nachmittag des 29. Januar zwei weitere Brände in derselben Gegend. Am selben Tag brachte die Feuerwehr auch zwei kleinere Grasbrände in der Nähe von Sale unter Kontrolle, von denen vermutet wird, dass sie gelegt wurden. Am späten Abend des 29. Januars vereinigten sich die beiden Brände in Delburn. Mehr als 1000 Hektar Land verbrannten in diesem Gebiet südlich von Morwell, es wurde jedoch kein Schaden an Hauseigentum gemeldet.
Am Abend des 31. Januars konzentrierten sich die Brandbekämpfer auf die Nordseite des Feuers, das sich dort einer Hochspannungsleitung von Melbourne ins Latrobe Valley näherte; das Feuer bedrohte auch die Hazelwood Power Station. In der Nacht zum 1. Februar verbesserte eine kühlere Luftströmung die Bedingungen, führte aber auch zu stärkeren Winden, die wiederum durch Funkenflug zur Verbreitung der Buschbrände beitrugen.
Das Feuer bei Boolarra konnte am 1. Februar zwar eingedämmt werden, war aber noch nicht unter Kontrolle. Mehr als 6500 Hektar Land und 29 Häuser verbrannten in dem Feuer, außerdem zahlreiche Nebengebäude, auch Vieh wurde getötet. Am 3. Februar war das Feuer in fünf der sechs Sektoren eingedämmt, in welche die Behörden den Brand eingeteilt hatten. Bei Mirboo North war der Brand noch nicht eingedämmt.
Am 2. Februar entstanden, zumeist durch Blitzschlag dreiundzwanzig neue Buschbrände, darunter im Bunyip State Park, bei Drouin West und bei Leongatha. Eine höhere Luftfeuchtigkeit erleichterte allerdings die Bemühungen, diese Feuer einzudämmen.
Die Polizei nahm an, dass die Buschfeuer von Delburn und Boolarra gelegt wurden und setzte eine Belohnung von 100.000 australische Dollar für Hinweise aus, die zur Ergreifung von Brandstiftern führen.

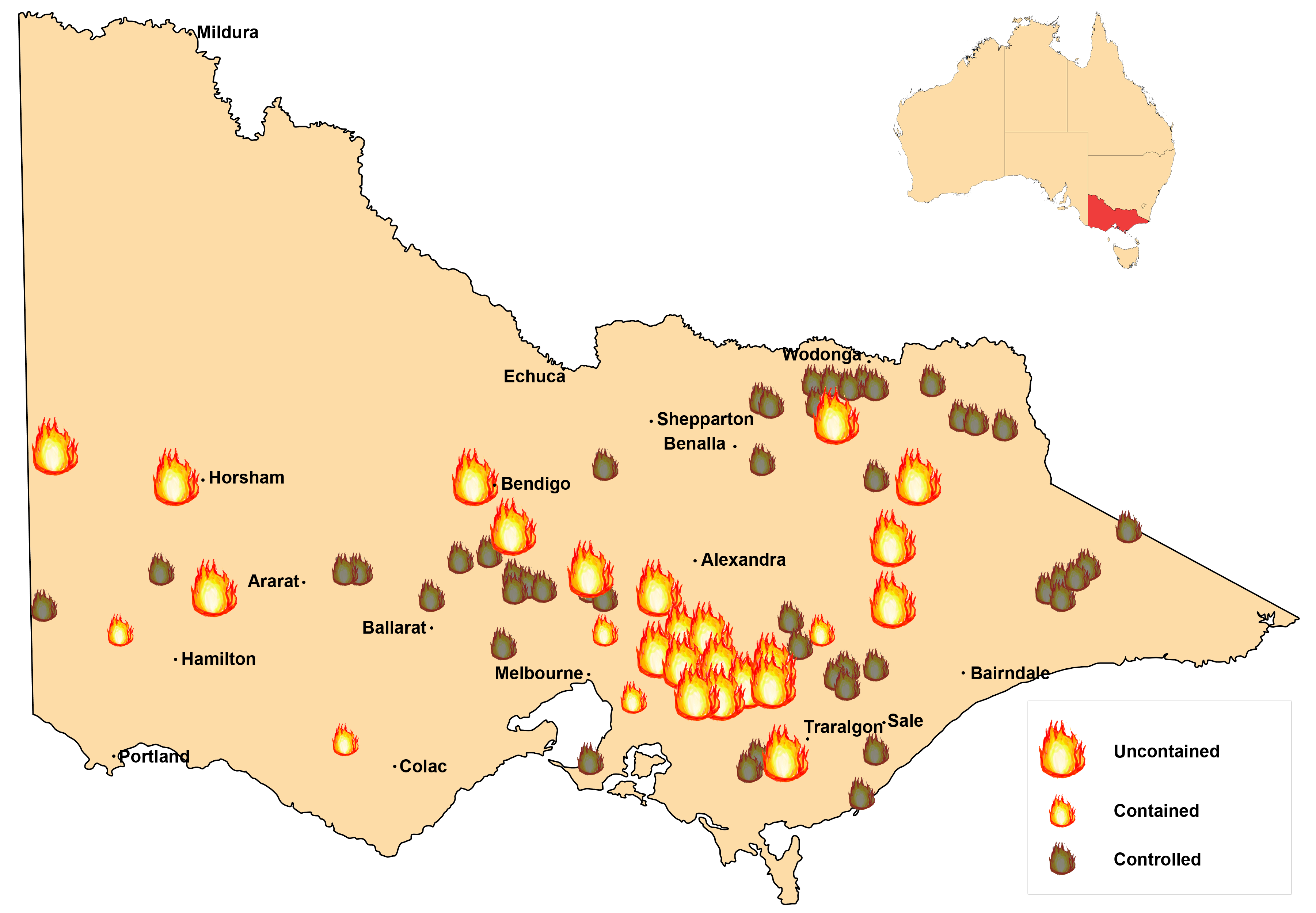
Feuer am 8. Februar 09:00 Uhr Ortszeit

### Großflächige Feuer ab 7. Februar
Zunächst wurden viele kleinere Feuer registriert, von denen sich einige aufgrund der Hitze und Windverhältnisse schnell zu mehreren Großfeuern vereinigten, die sich wiederum explosionsartig ausbreiteten.
Fünf Tage nach Beginn der Buschfeuer waren 21 einzelne Feuer unkontrolliert, am folgenden Tag wiederum sogar 31. Zudem geriet die Wasserversorgung Melbournes in Gefahr, da die typischen Wassersammelgebiete östlich von Melbourne von Feuern bedroht waren.

#### Feuerkomplex von Kinglake
Der Feuerkomplex von Kinglake ging aus zwei früheren Feuern bei Kilmore und Murrindindi hervor, die sich nach der Änderung der Windrichtung am 7. und 8. Februar miteinander vereinigten. Durch dieses Feuer verbrannten mehr als 210.000 Hektar Land, mindestens 147 Personen wurden hier getötet.
Das Feuer nahm seinen Ausgang bei Kilmore East am Nachmittag des 7. Februars und wurde von Wind über 30 Kilometer hinweg in südöstlicher Richtung über Wandong und Clonbinane nach Kinglake getrieben. Dabei wurden in Wandong 150 Häuser vernichtet und vierzehn Personen getötet. Der Brand erforderte die Schließung der Eisenbahnstrecke Seymour Line und die teilweise Sperrung des Hume Highways. Die vom Bureau of Meteorology für den 7. Februar prognostizierte Abkühlung machte sich am Abend gegen 19:30 Uhr Ortszeit bemerkbar und brachte ein Drehen der Windrichtung mit sich. Die nunmehr südwestlichen Winde änderten die Richtung des Feuers auf Kinglake zu.
Am späten Abend des 7. Februar zog eine Feuerwalze durch Kinglake und die nähere Umgebung und zerstörte den Ort weitgehend.
Auch die Stadt Marysville am östlichen Rand des Feuers wurde fast vollständig zerstört. Dort hatten die Bewohner noch am Nachmittag geglaubt, das Feuer würde Marysville verschonen, infolge der Windrichtungsänderung war die Stadt jedoch innerhalb von Minuten vom Feuer eingeschlossen. Ein Polizist schilderte die Zerstörung mit den Worten „Das Motel an einem Ende [des Ortes] steht teilweise noch. Die Bäckerei hat es überlebt. Keine Ahnung wie. Alles andere ist schlicht pulverisiert.“ Spätere Berichte vom 11. Februar gaben an, dass in der Stadt rund 100 Personen der 500 Einwohner durch das Feuer umkamen und das nur etwa ein Dutzend Gebäude übrig geblieben sind.
Durch dasselbe Feuer wurde auch die nahegelegene Ortschaft Narbethong fast völlig zerstört, ebenfalls betroffen durch dieses Feuer waren Taggerty und Buxton.
Die Ermittler glauben, dass dieses Feuer gelegt wurde.

#### Feuerkomplex Maroondah/Yarra

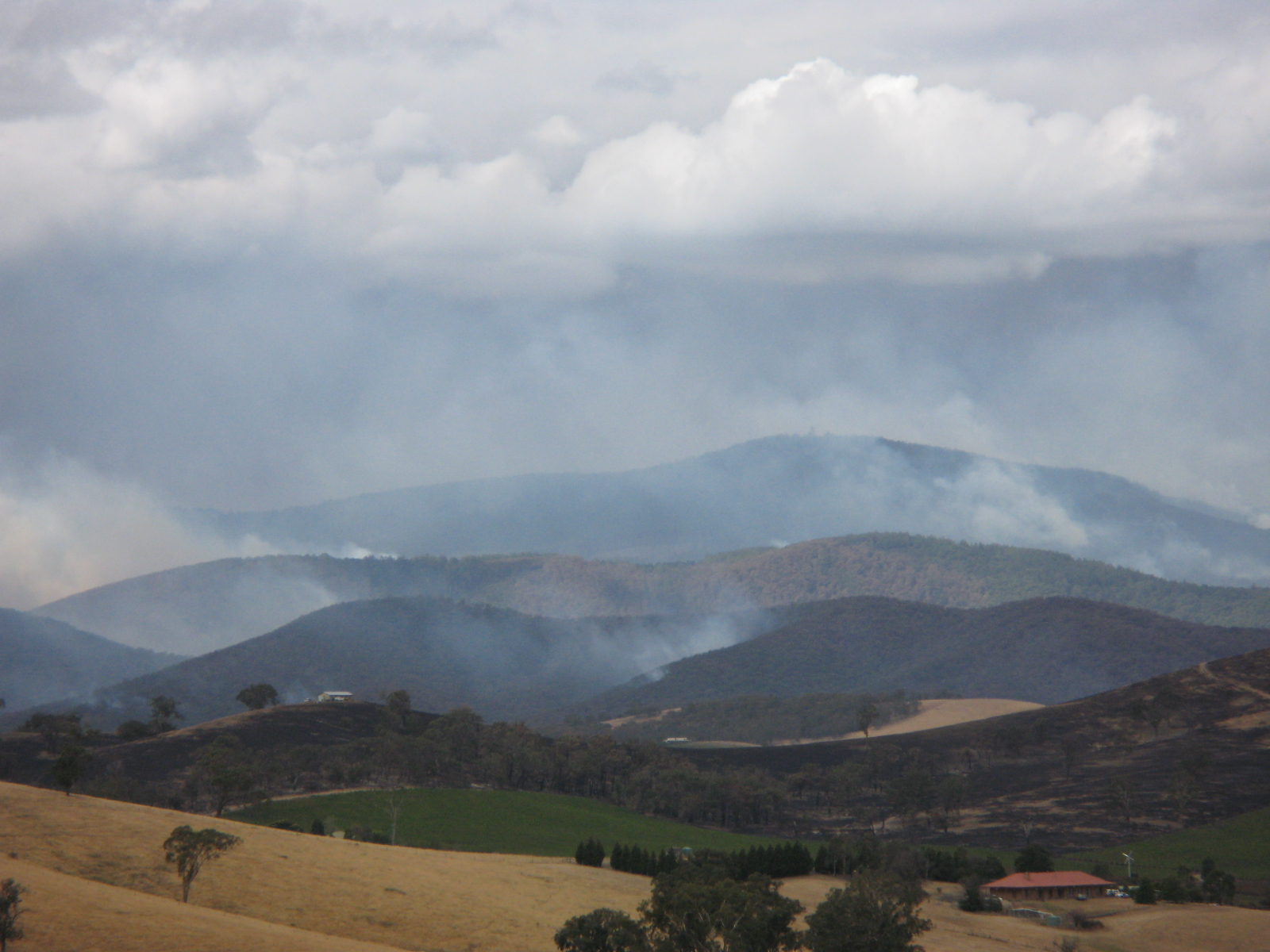
Maroondah/Yarra-Feuer östlich von Yarra Glen am 10. Februar.

Der Feuerkomplex von Maroondah/Yarra wurde am 10. Februar so benannt; damit ist die Kombination mehrerer Feuer gemeint, die sich östlich von Healesville und Toolangi verbunden hatten. Am Morgen des 10. Februars hatte dieser Brand mehr als 505 Hektar Land vernichtet, 184 Feuerwehrleute und 56 Tankfahrzeuge waren zur Eindämmung des Feuers eingesetzt. Die Gefährdung der Anwohner ging im Tagesverlauf zurück, aber noch am 13. Februar war Healesville durch dieses Buschfeuer bedroht.

#### Buschfeuer bei Beechworth

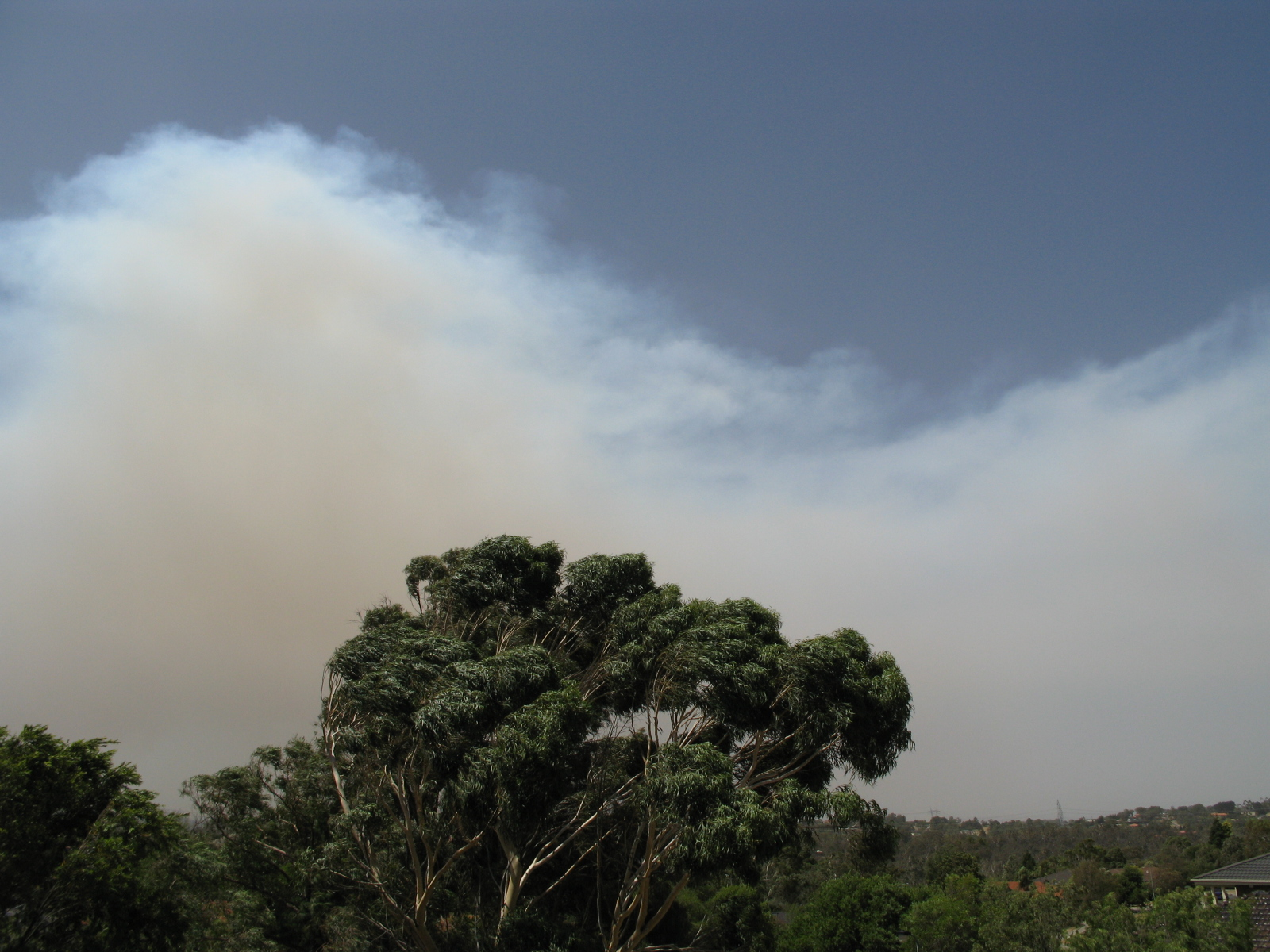
Rauch des Feuers in Kilmore wird über den Nordosten Melbournes getragen. Die Aufnahme entstand vor der Windänderung am 7. Februar.

Bei Beechworth verbrannten über 30.000 Hektar Land. Das Feuer bedrohte die Orte Yackandandah, Stanley, Bruarong, Dederang, Kancoona, Kancoona South, Coralbank, Glen Creek und Running Creek. Der Brand nahm seinen Ausgang am 7. Februar etwa 3 km südlich von Beechworth, bevor er vom heißen nördlichen Wind durch die Kiefernpflanzungen getrieben wurde.
In Mudgegonga südöstlich von Beechworth wurden zahlreiche Häuser zerstört; mindestens zwei Personen wurden hier getötet. Dichter Rauch und Wolken verhinderten zunächst den Einsatz von Flugzeugen zur Brandbekämpfung.

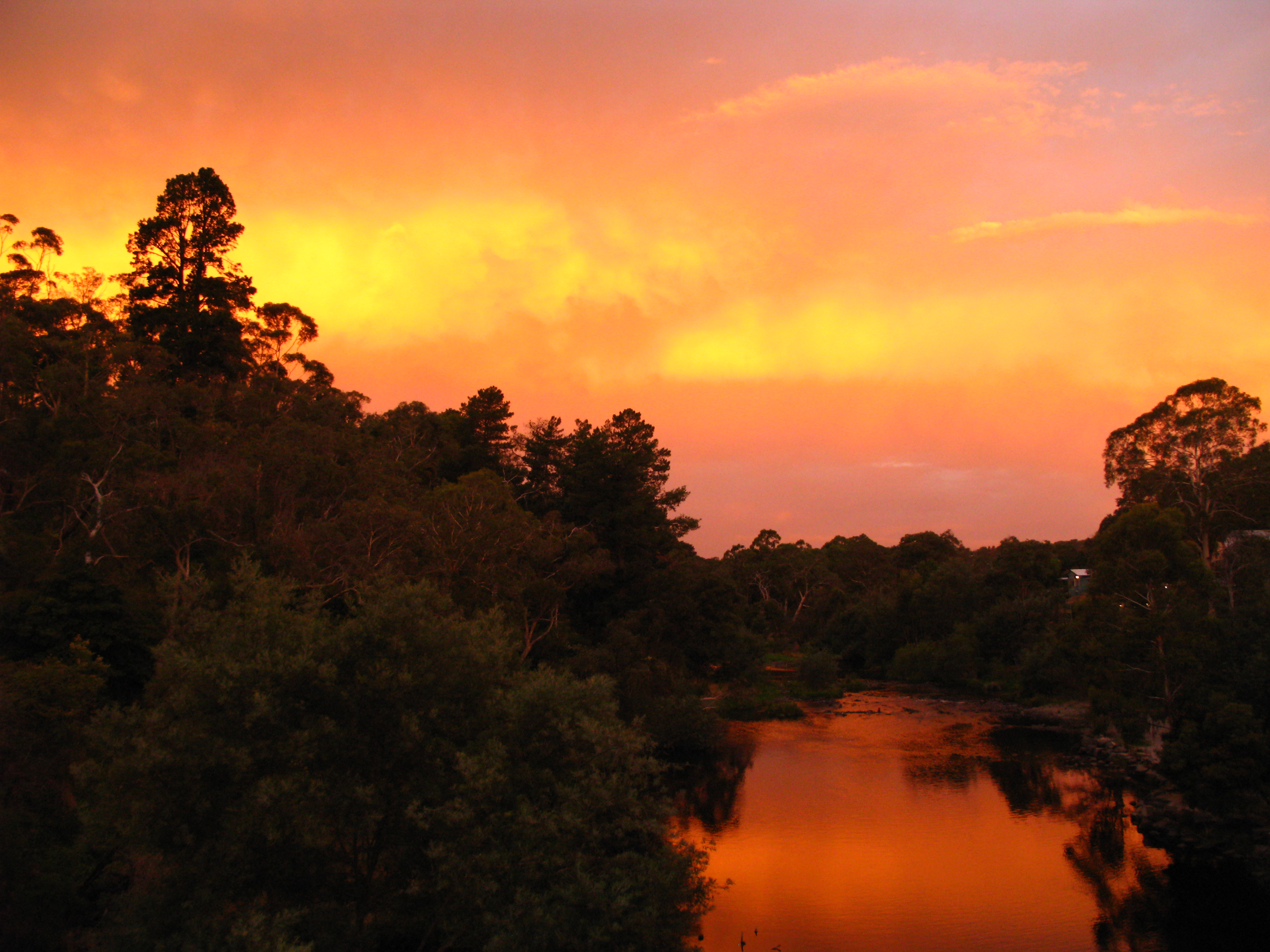
Rauch und Wolken mischten sich über Warrandyte, Blick nach Nordosten über den Yarra River in Richtung Kinglake-Feuerkomplex. Aufnahme vom 8. Februar.

In der Nacht vom 8. Februar wurde der Brand durch starken Wind angefeuert und durch Blitzschlag entstand gegen Mittag des 9. Februars in der Nähe von Kergunyah ein neuer Brand. Mehr als 400 Feuerwehrleute bemühten sich um die Eindämmung einer separaten Feuerfront, durch die Gundowring und insbesondere Eskdale bedroht wurde, nachdem sie den Kiewa River übersprungen hatte. In der Nacht des 9. Februars brannte es auch 8 km nördlich von Myrtleford am gegenüberliegenden, westlichen Ende dieses Brandgebietes. Zwar waren weiterhin kleinere Orte wie Gundowring und Kergunyah vom Feuer bedroht, die Behörden sahen jedoch keine unmittelbare Gefahr für die Städte Beechworth und Yackandandah am nördlichen Rand des Brandes.
Am 10. Februar hatten die Brandbekämpfer eine 115 km lange Eindämmungslinie um das Feuer fertiggestellt und waren dabei, weitere 15 km einzurichten. Am Nachmittag hatte sich die Bedrohungslage in diesem Gebiet verbessert, obwohl die Feuerwehr ein separates Feuer bei Koetong im Osten des Beechworth-Feuers bekämpfte, dessen Umfang 50–80 Hektar betrug. Die Einwohner in der Region um das Beechworth-Feuer wurden am Abend des 10. Februars vor erhöhter Rauchentwicklung gewarnt, da die Feuerwehr Gegenfeuer anlegte, um dem Feuer innerhalb der Kontrolllinien den Brandstoff zu nehmen.

## Opfer und Schäden
Einige der Opfer kamen auf der Flucht in ihren Fahrzeugen ums Leben, weil sie von einer Feuerwalze überrascht worden waren, oder weil sie aufgrund der starken Rauchbildung auf Bäume und andere Fahrzeuge prallten und liegen blieben. Eine Flucht zu Fuß war aufgrund der Ausbreitungsgeschwindigkeit des Feuers nicht möglich.
Viele Bewohner verbrannten in ihren Häusern, da sie diese nicht verlassen wollten oder dies nicht mehr konnten. Offizielle Empfehlungen in Australien sprechen von Versuchen, Häuser gegen die Flammen zu verteidigen, was in diesem Fall nicht möglich war. Ein Feuerwehrpilot schätzte, dass die Brände eine Flammenhöhe bis ca. 100 m erreichten. Durch die extrem intensiven Brände wirkte allein die abgegebene Strahlungshitze teils auf mehrere Hundert Meter Entfernung tödlich.
Mehr als 2000 Häuser wurden zerstört, mehrere Kleinstädte vollständig zerstört. Tausende von Bewohnern wurden obdachlos. Eine Fläche von 430.000 Hektar wurde zerstört.
Bei der Brandbekämpfung hat Victoria Hilfe der Verteidigungskräfte Australiens sowie internationale Hilfe in Anspruch genommen, so waren 100 Feuerwehrleute aus Neuseeland im Einsatz.

### Koalaweibchen Sam
Am 10. Februar 2009 sorgte die Rettung des Koalaweibchens Sam für weltweites Aufsehen. Der Feuerwehrmann Dave Tree hatte sie in einem niedergebrannten Eukalyptuswald entdeckt und die Rettung gefilmt. Das Video wurde bei Youtube eingestellt und bis heute über 1,16 Millionen Mal angeklickt. Sam wurde zur Symbolfigur der Buschbrände. Am 6. August 2009 musste sie aufgrund mehrerer Zysten am Unterleib eingeschläfert werden.

## Reaktionen
Nach Polizeiaussagen könnten die Brandstifter des Totschlags oder sogar des Mordes bezichtigt werden. Australiens Premierminister Kevin Rudd bezeichnete die Brandstifter als Massenmörder. Ein Augenzeuge bezeichnete Marysville, das praktisch völlig zerstört wurde, als ein „heutiges Dresden“.
Geplante Bauvorschriften in Australien schreiben vor, Häuser sollten Temperaturen bis 1000 Kelvin (723 Grad Celsius) standhalten müssen. Allerdings betrage die maximale Temperatur in solchen Feuern bis 1600 Kelvin (1327 Grad Celsius), weshalb noch während der Brandkatastrophe eine Korrektur der Vorschriften diskutiert wurde.

### Debatte zur Umweltpolitik
Noch während der Brände ist in Australien eine heftige Debatte ausgebrochen, inwieweit grüne Umweltpolitik zur Katastrophe beigetragen habe. So schrieb beispielsweise Miranda Devine, Kolumnistin des renommierten Sydney Morning Herald in einem Artikel mit dem Titel „Grüne Ideen sind schuld an den Toten“, es sollten weniger die Brandstifter als vielmehr die Grünen an Straßenlaternen erhängt werden. Weiter wird beschrieben, dass insbesondere in der Gegend um Kinglake, das völlig zerstört wurde, lokale grüne Politik Bewohner erfolgreich gehindert hätte, Bäume um ihre Häuser zu fällen, die Wälder von trockenem Tot- und Unterholz zu befreien, oder in kühleren Wintermonaten alle fünf bis sieben Jahre gezielt Wälder abzubrennen, um Waldbränden in heißen Sommern vorzubeugen, obwohl dies als eine Brandschutzmaßnahme, bei der nicht die Bäume abbrennen, sondern nur das Unterholz, andernorts und früher bewährte Praxis gewesen sei.
Auch andernorts wurde darauf hingewiesen, dass Aborigines seit 60.000 Jahren gezielt Feuer als Maßnahme gegen ausgedehnte Buschfeuer gelegt hätten, und an selber Stelle wurden die Behörden, die solches nicht zuließen, als die eigentlichen Brandstifter bezeichnet.